# Tina Turner
Anna Mae Bullock (Brownsville, Tennessee, 26 de noviembre de 1939-Küsnacht, Zúrich, 24 de mayo de 2023),conocida como Tina Turner, fue una cantante, compositora y actriz suiza de origen estadounidense. Apodada como la "Reina del rock & roll",desarrolló una carrera musical que abarcó más de cinco décadas. Destacó como una de las principales compositoras del rock, inspirando a varias generaciones de estrellas del rock & roll y del pop. Vendió más de 180 millones de álbumes y sencillos en todo el mundo, convirtiéndola en una de las artistas con mayores ventas discográficas en la historia. 
Comenzó su carrera musical a mediados de la década de 1950 como cantante de performance con su esposo, Ike Turner, compositor y líder de la banda Kings of Rhythm. Tina comenzó a grabar en 1958 con el nombre de Little Ann. Su debut como Tina Turner fue en el sencillo «A Fool in Love» en 1960 como uno de los dos miembros de la banda musical Ike & Tina Turner. Su ascenso siguió con una serie de éxitos notables entre la pareja, como «River Deep – Mountain High», «Proud Mary» y «Nutbush City Limits», una canción que ella escribió. En total logró 20 éxitos entre 1960 y 1975.
Tras varios años de inactividad, Turner se mudó a Las Vegas, donde rehízo su carrera musical, debutando en 1984 como solista con su álbum Private Dancer, producido por Mark Knopfler, lanzándola de nuevo al estrellato. El álbum incluía la canción «What's Love Got to Do with It», que la hizo acreedora de dos premios Grammy en las categorías grabación del año y canción del año, y que marcó su primer y único #1 en la lista Billboard Hot 100. También contenía los éxitos internacionales «Let's Stay Together» y «I Can't Stand the Rain», consolidando su debut como solista. Expandió su carrera hacia el cine en 1975 al actuar en Tommy (de Ken Russell), en 1985 con la película Mad Max Beyond Thunderdome (a la que aportó la exitosa canción «We Don't Need Another Hero») y nuevamente en 1995 con un papel menor en Last Action Hero. Su propia vida fue llevada al cine en What's Love Got to Do with It, de 1993, siendo personificada por Angela Bassett. Tanto en la película como en su autobiografía llamada I, Tina, Turner reveló que fue expulsada por la violencia doméstica durante su matrimonio con Ike Turner, hecho que marcó su música y que sirvió para visibilizar este tipo de violencia en los años 80.
En 1985, Turner se embarcó en la gira Private Dance Tour, que se convirtió en la segunda gira de una artista femenina más taquillera de los 80, solo superada por su gira mundial Break Every Rule, que en 1987 se convirtió en la gira femenina más taquillera de la década de los 80 y estableció un récord Guinness por la mayor audiencia de pago en un concierto en ese momento, con una audiencia de 180.000 personas.En 1996 publicó su álbum Wildest Dreams, marcando su última entrada en lista Billboard Hot 100 con el sencillo "Missing You". Ese mismo año realizó la gira mundial Wildest Dreams Tour, que se convirtió en la gira de una cantante de Rock más taquillera de los 90.En 1999 publicó su último álbum de estudio, Twenty Four Seven, y en 2004 publicó el exitoso álbum recopilatorio All the Best.
En 2008 abandonó su semi retiro para recorrer el mundo con su última gira, Tina!: 50th Anniversary Tour, la cual se llevó a cabo en 2009. La gira se convirtió en la gira femenina de una cantante de Rock más taquillera de los 2000. En sus presentaciones, Turner destacaba por sus enérgicas actuaciones en vivo, sus elaborados atuendos y su característica voz. 
En 2013 adquirió la nacionalidad suiza, a la vez que renunció a su nacionalidad estadounidense. Además, confirmó en ese mismo año su retiro definitivo de la música, dejando los escenarios a la edad de setenta y tres años.
Con una carrera de 55 años, Tina Turner recibió varias disticiones y premios, como 12 premios Grammy, que incluyen ocho premios competitivos, un premio Grammy Lifetime Achievement Award y tres inducciones al Salón de la Fama de los Grammy. Una estrella en el Paseo de la Fama de Hollywood y en el Paseo de la Fama de St. Louis. Y fue incluida en el Salón de la Fama del Rock and Roll dos veces, con Ike Turner en 1991 y como solista en 2021. También recibió en 2005 el premio Kennedy Center Honors y el premio a la Mujer del Año.Considerada como un pilar dentro del rock y el soul, Turner influyó directamente en cantantes como Beyoncé o Mick Jagger.La revista Rolling Stone sitúo a Turner en la posición #63 de la lista de los 100 mejores artistas de todos los tiempos y por otra parte, la ubicó en la posición #55 de la lista de los 200 mejores cantantes de todos los tiempos. 

## Biografía

### 1939-1960: primeros años
Tina Turner nació como Anna Mae Bullock el 26 de noviembre de 1939 en Brownsville, Tennessee, siendo la hija menor de Zelma Priscilla y Floyd Richard Bullock. Vivió en Nutbush, Tennessee, donde su padre trabajaba como supervisor de los aparceros. Es de ascendencia afroamericana, nativa americana y europea. Su madre tenía ascendencia cheroqui y navajo junto con afroamericana. Tuvo dos hermanas mayores, Evelyn Juanita Currie y Ruby Alline Bullock. Por un tiempo durante la Segunda Guerra Mundial sus padres se trasladaron a Knoxville, Tennessee después de que su padre trabajara en la instalación para defenderse en dicha guerra. Durante este período, Tina y su hermana fueron separadas y vivían en casas diferentes, por lo que Tina se fue a vivir con sus abuelos paternos. Asistió a la Iglesia Misionera Bautista de Woodlwan cerca de la autopista 19, renombrada como Autopista Tina Turner en honor a ella. Con el tiempo las hermanas se volvieron a reunir en Knoxville junto con sus padres. Después de dos años volvieron a Nutbush a vivir, donde Tina asistió a la Escuela Primaria Flagg Glove en octavo grado. Tuvo su primera experiencia musical en primavera en la Iglesia Bautista de Nutbush Hill.
Con once años, su madre dejó a su padre, desapareciendo sin decirle nada a sus hijos y luego divorciarse, después de un matrimonio abusivo. Su madre se trasladó a St. Louis a vivir con la tía abuela de Tina. Después de casarse con otra mujer, su padre también dejó a la familia, cuando Tina tenía trece años, por lo que las hermanas se fueron a vivir con su abuela a Georgeanna, Brownsville. Tina Turner declaró en sus memorias que nunca sintió el cariño de su madre y que ella «no me quería», afirmando además, que su madre había planeado abandonar a su padre cuando estaba embarazada de ella. «Era una mujer muy joven que no quería tener más hijos», explicó. Antes de su adolescencia, se convirtió en una trabajadora doméstica en Ripley. Tina compaginó tanto su puesto como animadora, como jugadora de baloncesto en el equipo del Carver High School. Cuando tenía dieciséis años su abuela murió de repente, y tras el funeral de ella en Georgeanna, su madre la llevó a St. Louis, donde su hermana ya se había trasladado. En St. Louis asistió a Sumner High School y se graduó en 1958. Posteriormente encontró trabajo como auxiliar de enfermería en el Hospital Barnes-Jewish, con la esperanza de ser titular de enfermería.

## Ike y Tina Turner

### 1957-1960: orígenes
Después de trasladarse a St. Louis a finales de 1950, una vez más se reunió con su hermana Alline. El dúo comenzó a actuar en clubes nocturnos en St. Louis y East St. Louis. Fue mientras asistía a Manthattan Club, un club nocturno en el área de East St. Louis que vio Ike Turner y su banda, Kings of the Rhythm. Tina dijo que estaba impresionada por la música y el talento de Ike Turner, alabando después la música del líder de la banda. Al darse cuenta de que las mujeres se ofrecían como voluntarias a cantar con Ike, sintió un impulso de subir al escenario, a pesar de que Ike no era serio, como los cantantes de su banda.
Una noche en 1957, el batería de Kings of the Rhythm, Gene Washington sacó un micrófono de su tambor fijándose en Tina y su hermana Alline. Después del rechazo de Alline numerosas veces, Tina lo tomó y comenzó a cantar mientras el resto de la banda estaba en el intermedio. Aturdido por la voz de Tina, Ike le dejó su piano y le preguntó si conocía otras canciones y finalmente cantó durante toda la noche. Tiempo después Ike permitió que Tina pudiese unirse a la banda. Durante esto, Ike le enseñó los puntos de control de voz y el rendimiento. Finalmente, la primera grabación de estudio de Tina fue titulada «Box Top» en 1958 junto a la cantante Carlson Oliver bajo el nombre de Little Ann. En St. Louis, Bullock se matriculó en el Sumner High School. En esa ciudad comenzó a cantar en pequeñas cafeterías y clubes nocturnos.

#### 1960-1965: inicios

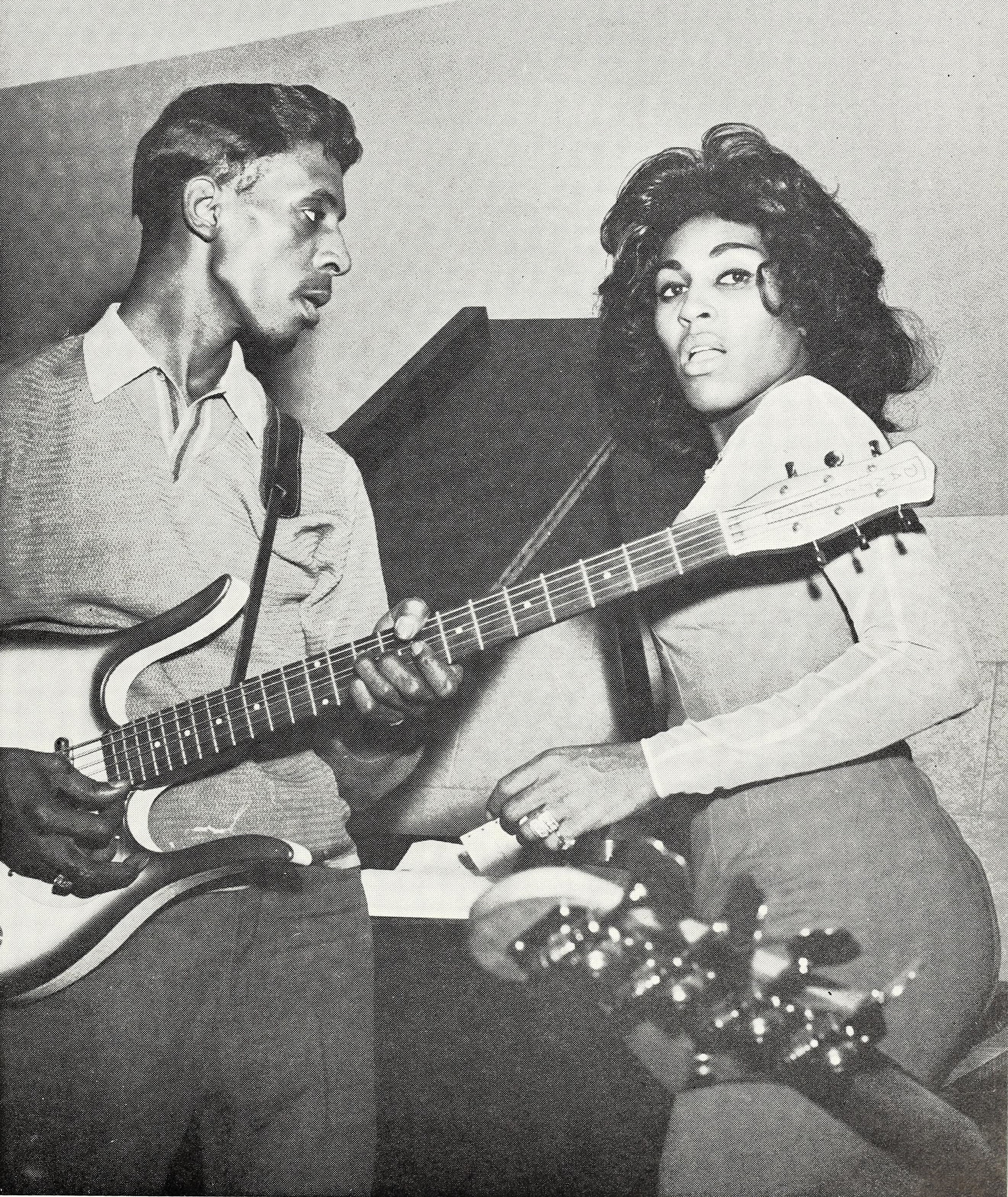
Tina e Ike Turner en 1962

Mientras realizaba una presentación en el Club Imperial conoció al músico Ike Turner. A sus dieciocho años, la cantante se unió a la banda que él lideraba, Ike Turner and his Kings of Rhythm, con el fin de participar en los coros. En 1960, cantaron con Sue Records y lanzaron su primer sencillo, «A Fool In Love», que fue un éxito de ventas en el mercado estadounidense. Ike le cambió el nombre por el de Tina Turner y al de su banda por el de Ike & Tina Turner. En 1961, lanzaron otra canción exitosa «It's Gonna Work out Fine» que les valió una nominación al Premio Grammy a la mejor actuación de rock and roll. Las canciones notables lanzadas entre 1960 y 1962 incluyen «I Idolize You», «Poor Fool» y «Tra La La La La». Entre 1963 y 1965, la banda estuvo de gira constantemente y produjo canciones de R&B moderadamente exitosas. La primera canción de Tina como solista, «Too Many Ties That Bind» fue lanzada por el sello Sonja Records de Ike en 1964.
En 1965, el productor Phil Spector asistió a un espectáculo de Ike y Tina en un club y los invitó a aparecer en la película de concierto The Big T.N.T. Mostrar. Impresionado por su presentación, Spector se ofreció a producir a Tina. 

#### 1966-1975: éxito internacional
Tina grabó la canción «River Deep - Mountain High», que se lanzó en 1966 en el sello discográfico Spector's Philles. El éxito de la canción en el Reino Unido les dio un lugar de apertura en la gira de los Rolling Stones por el Reino Unido en 1966.
El dúo firmó con Blue Thumb Records en 1968 y lanzó su álbum Outta Season en 1969. Lanzaron su versión de la canción de Otis Redding «He estado amandote demasiado», que se convirtió en parte de su rutina en los conciertos. En 1969 también lanzaron el álbum de blues The Hunter. La canción principal «The Hunter» (por Albert King) le valió a Tina una nominación al Premio Grammy a la Mejor interpretación vocal femenina de R&B. En el otoño de 1969, la popularidad de Ike y Tina en su país de origen aumentó después de una gira con los Rolling Stones en su gira por los Estados Unidos. Obtuvieron más exposición de las actuaciones en The Ed Sullivan Show, Playboy After Dark y The Andy Williams Show.

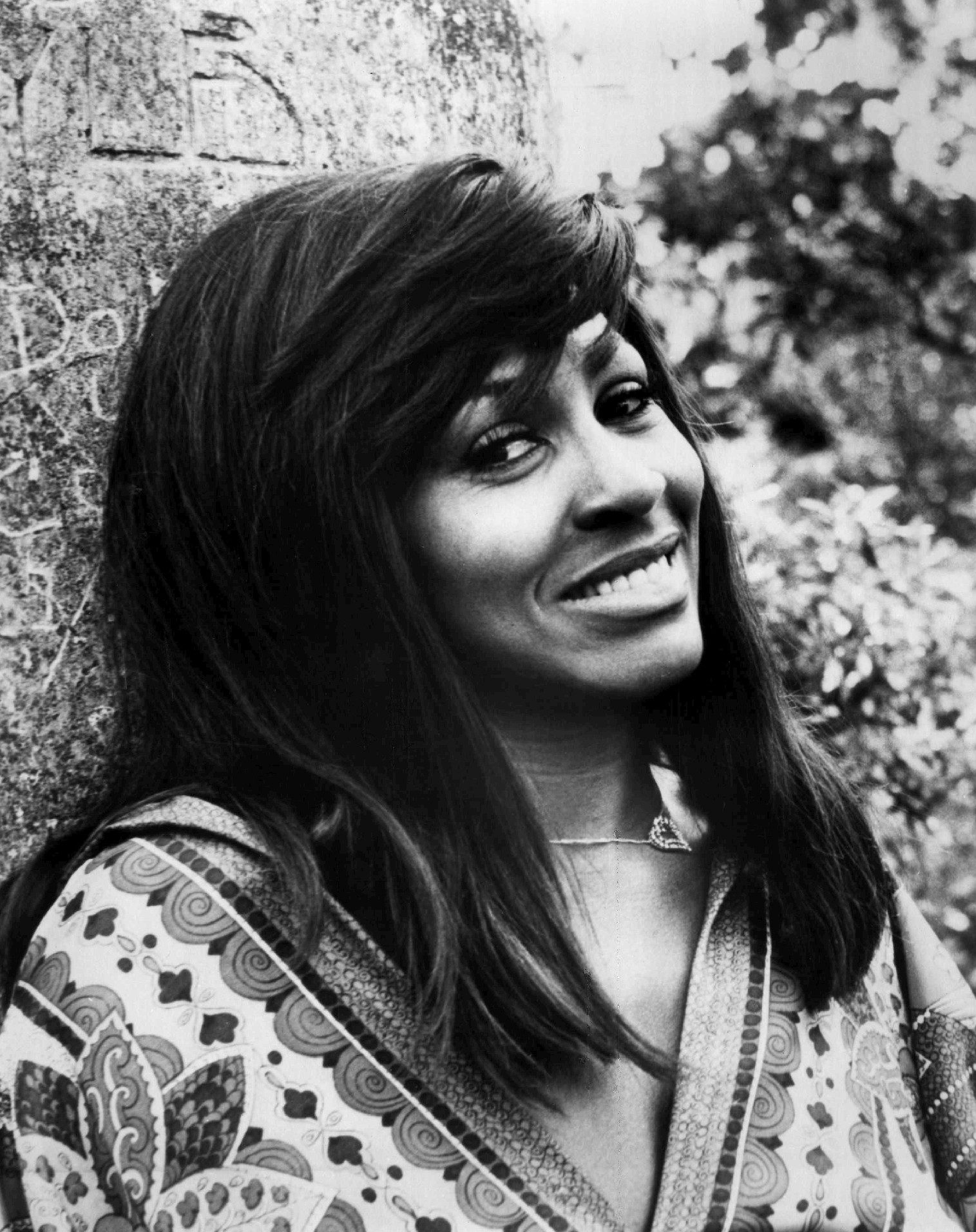
Turner en 1970.

Posteriormente incorporaron a su repertorio una serie de canciones orientadas al rock, como «Come Together» (de The Beatles), «Honky Tonk Women» (por The Rolling Stones) y «I Want to Take You Higher». En 1971, cosecharon su mayor éxito, lanzando una versión de la canción «Proud Mary», de John Fogerty, originalmente grabada por la banda Creedence Clearwater Revival. El sencillo fue el mayor logro comercial del dúo y alcanzó la posición número cuatro de la lista estadounidense Billboard Hot 100 en marzo de ese año. Por esta nueva versión de la canción ganaron un Premio Grammy a la Mejor interpretación de un dúo o grupo de R&B.
Su éxito los llevó a un sello discográfico más grande, United Artists Records. Tina comenzó a escribir canciones. Ella escribió nueve de las diez canciones en el álbum Feel Good lanzado en 1972. Su sencillo «Nutbush City Limits», escrito por Tina, fue lanzado en 1973. Tuvo éxito en las listas de música en los Estados Unidos y Europa. Tina lanzó su álbum debut en solitario Tina Turns the Country On en 1974. El álbum le valió una nominación al Premio Grammy por Mejor interpretación vocal de R&B, Mujer. Ike y Tina también lanzaron un álbum de góspel en 1974 que fue nominado para un Premio Grammy. Ese mismo año filmó su primer papel como la Reina Ácida (Acid Queen, en inglés) en la película Tommy. Debido a su popularidad en la película, lanzó otro álbum en solitario titulado Acid Queen (1975).

#### 1976: separación
A mediados de la década de 1970, Ike era muy adicto a la cocaína. Su adicción arruinó su relación con Tina. En el camino a un espectáculo en el Dallas Statler Hilton en Dalls, Texas, ambos se pelearon. Tina fue golpeada brutalmente por su esposo y huyó del hotel poco después de su llegada. Este episodio causó la ruptura de la pareja, lo que derivó luego en una separación legal. Respecto a sus carreras, suspendieron todos los conciertos que tenían previsto realizar juntos en los siguientes meses.

## Carrera como solista

### 1976-1983: inicios
Para establecerse como artista en solitario, Tina hizo apariciones en programas de entretenimiento como The Hollywood Squares, Donny & Marie, The Sonny & Cher Show y The Brady Bunch Hour. En 1978 se confirmó su divorcio por «diferencias irreconciliables», después de dieciséis años de matrimonio. A finales de los años setenta, Turner grabó algunos álbumes para United Artists Records, pero no tuvieron repercusión alguna. Entre 1971 y 1974 tuvo apariciones en The Sonny & Cher Comedy Hour, destacando dúos con Cher en canciones como «Shame Shame Shame» («Vergüenza») y «Makin' Music Is My Business» («Lo mío es hacer música»).
En 1981, en una entrevista con la revista People, habló sobre el maltrato que le dio Ike, en una época en la que no era común hablar de la violencia doméstica.

### 1983-2000: resurgimiento profesional y superestrellato
En 1983, reapareció con el proyecto de Ian Craig Marsh y Martin Ware, B. E. F., en el que hacía una versión del tema de The Temptations «Ball of Confussion» («Baile de confusión»). El mismo año, fue contratada por Capitol Records. Su primer sencillo fue una versión del clásico de Al Green «Let's Stay Together» («Permanezcamos juntos»), que entró con fuerza en las listas en 1984. Su segundo sencillo fue «What's Love Got to Do With It», («¿Qué tiene que ver el amor con eso?»), con el que se mantuvo tres semanas en el número uno, convirtiéndose en uno de los éxitos del año. Esta canción se entendió como alusiva a su pasada relación con Ike Turner, si bien su video musical no lo reflejaba claramente. De todas formas, el sentido real de la canción quedó claro porque su título se utilizó para una película biográfica de 1993, donde Angela Bassett encarnaba a Tina.

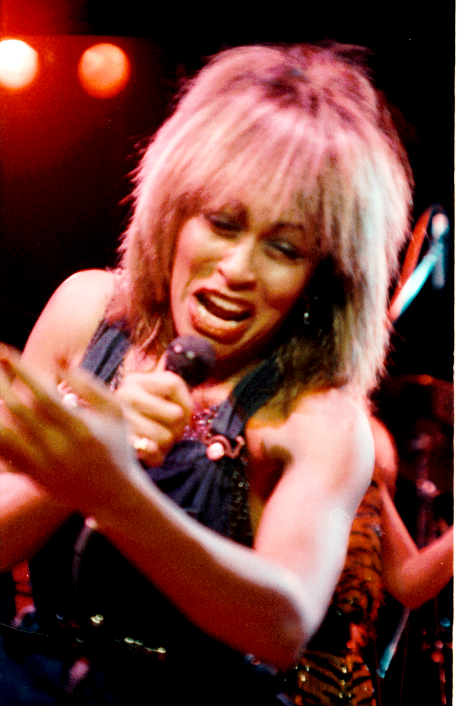
Turner durante una presentación en 1984

En 1984, Turner apareció en la portada de la revista Ebony, donde anunció que haría un «triunfal regreso a la música». En junio de ese año, lanzó al mercado el álbum Private Dancer: el disco tuvo un gran éxito de ventas, vendiendo cinco millones de copias en Estados Unidos y otras veinte en el resto del mundo. En este álbum se incluyó el sencillo «What's Love Got to Do with It», canción que se posicionó en el primer puesto de la lista estadounidense Billboard Hot 100 y en el tercero de la publicación británica UK Singles Chart, además de alcanzar altas posiciones en diversos países del mundo.
Otros sencillos exitosos de Private Dancer fueron «Let's Stay Together», «Better Be Good To Me» («Mejor si eres bueno conmigo»), «Private Dancer» («Bailarina privada»), «I Can't Stand The Rain» («No soporto la lluvia»), y «Show Some Respect» («Muestra algo de respeto»). Posteriormente, ganó diversos galardones, entre ellos un MTV Video Music Award, dos American Music Awards y cuatro premios Grammy. En febrero de 1985 se embarcó en su primera gira mundial como cantante solista, Private Dancer Tour, con la que visitó las principales ciudades de países de Norteamérica, Asia, Europa y Oceanía. Asimismo, aceptó la invitación de Michael Jackson de colaborar en la grabación del sencillo «We Are The World».
Tras el éxito de Private Dancer, la cantante aceptó representar el papel de Aunty Entity en la película Mad Max Beyond Thunderdome, protagonizada por Mel Gibson. Por su actuación ganó el premio Image por «Mejor actriz de cine», además de haber recibido críticas positivas de diversas fuentes. Por su parte, el filme recaudó mundialmente más de treinta millones de dólares. Tina contribuyó con dos canciones para su banda sonora: «We Don't Need Another Hero» («No necesitamos a otro héroe») y «One of the Living» («Uno de los vivos»), que se convirtieron en éxitos simultáneos. Por «We Don't Need Another Hero» fue nominada al premio Grammy como «Mejor interpretación vocal pop femenina» y al Globo de Oro como mejor canción original, y por «One of the Living» ganó el galardón, pero en la categoría de «mejor interpretación vocal rock femenina».
En 1985 la URSS prohibió la posesión y distribución de cualquiera de sus canciones, siendo revocada en 1989 con la caída del Muro de Berlín. En 1986 se lanzó al mercado su siguiente álbum de estudio: Break every rule (1986), un álbum con éxitos como «Typical Male» y «Two People», en el que estaban presentes invitados de la talla de Phil Collins o Steve Winwood, y al que siguió una gira de catorce meses alrededor del mundo. En 1988 vio la luz Live in Europe, con colaboradores también importantes como Eric Clapton, David Bowie, Bryan Adams y el cantante de blues Robert Cray. En 1989 volvió a arrasar en las listas de medio mundo con el álbum Foreign affair, que contenía sencillos como “The Best” (“El mejor”), “Steamy Windows” (“Ventanas empañadas”), y “I Don't Wanna Lose You” (“No quiero perderte”, tema compuesto por Albert Hammond), y entró en los noventa con nuevas ventas millonarias. En 1991 publicó un álbum recopilatorio, Simply The Best, (Simplemente El Mejor), y dos años más tarde se embarcó en una gira mundial llamada What's Love.
Ya en esta etapa, convertida en uno de los principales iconos del rock, famosa por su enérgica voz y no menos por sus poderosas y bien torneadas piernas, Tina dedicó la gran parte de la década de los noventa a hacer innumerables y exitosas giras por todo el mundo.
En 1995 interpretó el tema central del filme GoldenEye, una nueva entrega de la saga James Bond. A principios de abril de 1996 se publicó el álbum Wildest Dreams el cual fue grabado en el Reino Unido bajo la producción de Trevor Horn y que incluía un dueto con Antonio Banderas en el tema principal. Después de lanzar el álbum, Tina se embarcaría en una extensa gira mundial llamada Wildest Dreams Tour la cual logró recaudar un total de cien millones de dólares. En ese mismo año realizó un concierto especial con motivo del cumpleaños de la princesa de Brunéi; y fue acompañada por la famosa violinista crossover Vanessa-Mae que abrió el evento, dando paso después a Tina, el concierto fue grabado y lanzado como una edición limitada en laserdisc, CD y VHS con el título de «Tina Turner: The 19th Birthday Celebration for the Princess Hamidah, with special guest Vanessa-Mae».

### 2000-2021: trabajos musicales posteriores
En el 2000, Turner, con sesenta y un años, decidió retirarse de los escenarios. En 2004, Tina lanzó un nuevo álbum recopilatorio titulado All the Best, que contenía, entre otros, el sencillo «Open Arms». Esta canción tuvo un gran éxito en Europa pero no en Estados Unidos, si bien All the Best fue su primer álbum en once años en conseguir un «disco de platino» en su país. Tras una larga etapa de relativo silencio, participó en el álbum River: The Joni Letters de Herbie Hancock y en febrero de 2008 reapareció en una gala de los Premios Grammy ofreciendo un enérgico dueto en directo con Beyoncé. En dicha gala, el álbum de Hancock ganó el galardón más preciado, el Grammy al Mejor Álbum del Año. Con el cual Tina recibe su octavo Grammy.

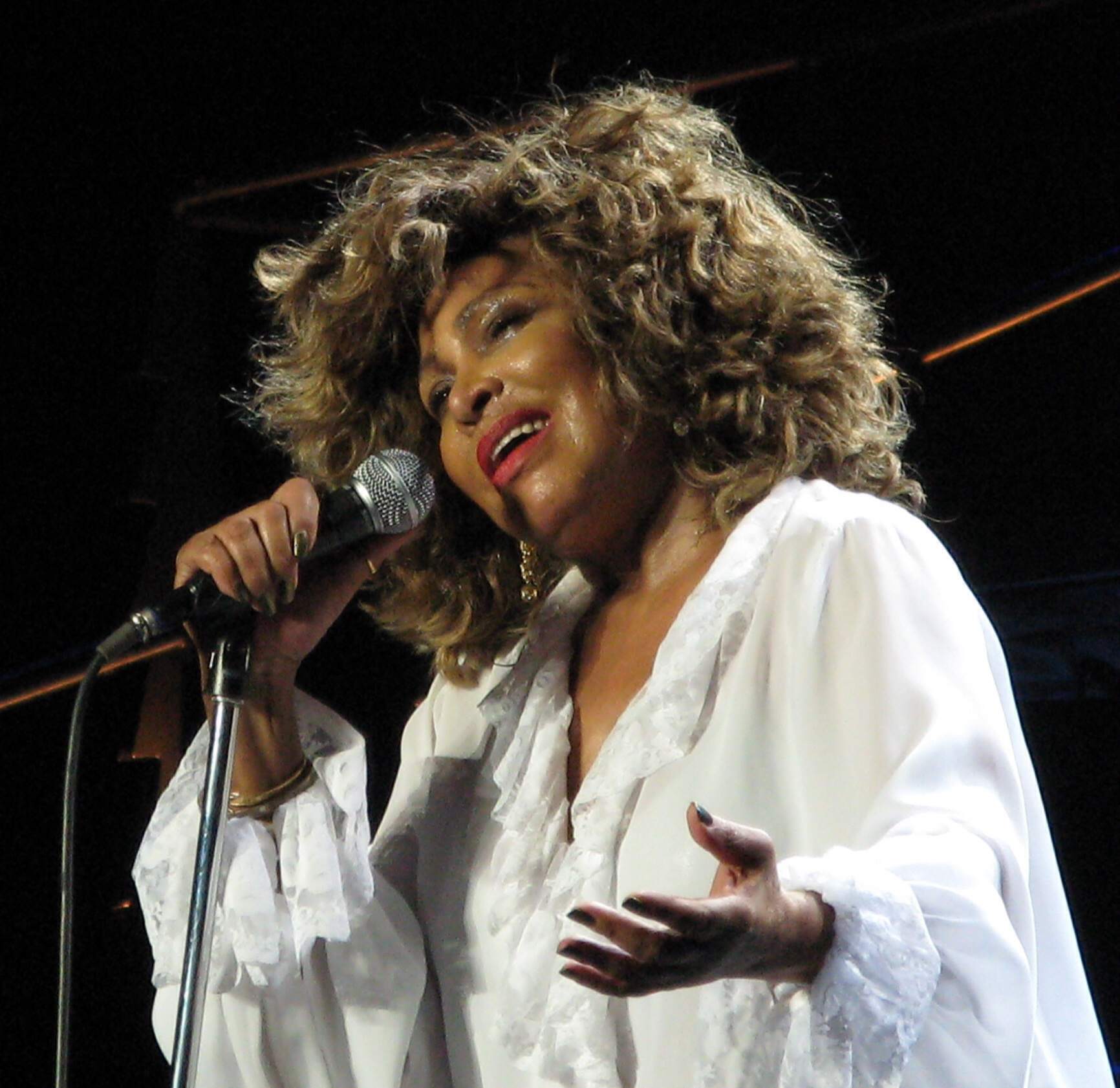
Turner durante un concierto de su gira Tina!: 50th Anniversary Tour (2009).

En mayo de 2008, Tina apareció en el programa de Oprah Winfrey, The Oprah Winfrey Show, junto con su gran amiga Cher. La aparición de Tina en este show marcó el inicio de una nueva gira de conciertos en Estados Unidos y Europa, que podría extenderse a otros continentes. Aprovechando la ocasión, se publicó otro recopilatorio que reunía sus éxitos y las dos nuevas canciones «It Would Be a Crime» y «I'm ready», la cual fue lanzada como primer sencillo. Tina Turner se embarcó así en su primera gira en ocho años, a punto de cumplir los sesenta y nueve años, demostrando de nuevo una gran forma física y desbordando energía en los escenarios. La gira acabó el día 5 de mayo de 2009, sin descartarse nuevas fechas en América y Europa. El día 29 de septiembre de 2009, se editó un CD + DVD titulado Tina Live, en el que se recogían quince canciones grabadas en directo en la gira y el concierto completo en formato DVD.
Tina Turner ostenta un Record Guinness por ser la única solista en llenar por completo el Estadio Maracaná de Río de Janeiro, más de ciento ochenta mil personas en una sola noche, cifra similar a la conseguida por Paul McCartney en 1990.
Desde 2013, Tina se retiró de la música y la actuación después de cincuenta y cuatro años de carrera artística. Además renunció a la nacionalidad estadounidense para transformarse en una ciudadana suiza.
En octubre de 2021, Turner vendió sus derechos musicales a BMG Rights Management por un estimado de $ 50 millones, con Warner Music todavía manejando la distribución de su música. Más tarde ese mes, Turner fue incluida en el Salón de la Fama del Rock and Roll como solista y aceptó su premio vía satélite desde su casa cerca de Zúrich, Suiza.

## Vida personal

### Familia
En agosto de 1958, con dieciocho años de edad, Tina se convirtió en madre por primera vez, dando a luz a su hijo Craig. Craig era el hijo de Tina y de Raymond Hill, el saxofonista del grupo The Kings of Rhythm. La noticia de su embarazo, hizo que su madre, Zelma, la echara de su casa. Después de que Raymond Hill se lesionara en un combate de lucha libre con un miembro de la banda, en el que se rompió el tobillo, regresó a su ciudad natal de Clarksdale y nunca regresó. Poco después de eso, Tina se trasladó a la casa de Ike Turner en East St. Louis. Al cabo de un par de años, Tina estaba embarazada de Ronald, hijo de Ike, que nació en octubre de 1960. Después de casarse con Ike Turner en 1962, adoptó a los hijos de Ike, Ike Turner Jr. (nacido en 1958) y Michael Turner (nacido en 1960). Tina quedó embarazada otra vez de Ike en 1968, pero después de descubrir que su amiga, Ann Thomas, también estaba embarazada de Ike, decidió abortar en secreto. Tras el ascenso al éxito de Tina en solitario, Ike acusó a Tina de no ser una buena madre para sus hijos, incluso alegando que Tina había enviado a Michael a un hospital psiquiátrico. Tina posteriormente negó las acusaciones de Ike y más tarde dijo a la revista australiana TV Week: «Me dio esos niños y ni un centavo para cuidar de ellos». La relación con su madre se mantuvo distante durante toda la vida. Después de que Tina dejó Los Ángeles para mudarse a Inglaterra, mudó a su madre, Zelma Bullock, a su antigua casa. Su madre falleció en 1999. Su hermana mayor, Ruby Alline Bullock (1 de diciembre de 1936-4 de septiembre de 2010), falleció tras una larga lucha contra una enfermedad a los 73 años. Su media hermana Evelyn Juanita Currie murió en un accidente automovilístico en la década de 1950. El hijo mayor de Tina, Craig, se suicidó en 2018.[cita requerida]

### Relaciones y matrimonio con Ike Turner

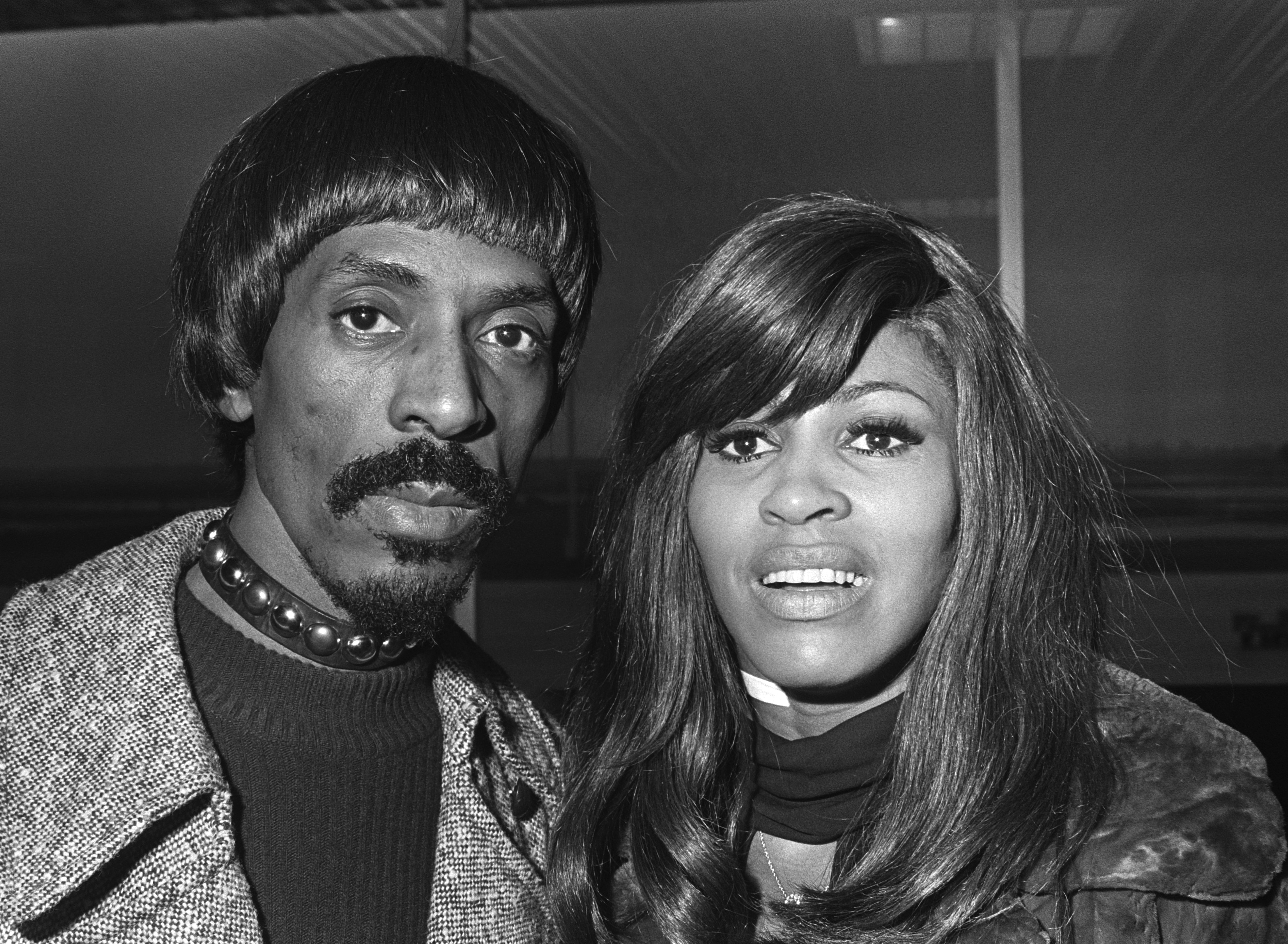
Ike y Tina Turner en 1971

En un principio, la relación de Tina con Ike Turner era amistosa. Tras el nacimiento de su primer hijo, Ike permitió temporalmente a Tina mudarse a su casa en East St. Louis. Durante este primer período, comenzó a ayudar a Tina con su voz. En un principio ni Ike ni Tina sentían atracción el uno por el otro. Ike todavía estaba casado con Lorraine Taylor durante este período. A finales de 1959, Lorraine e Ike Turner se separaron. Tina e Ike se casaron en Tijuana en 1962. Como resultado de ello, el hijo de Tina, Craig, adoptó el apellido de Ike. Más tarde, Tina dijo que Ike la golpeó por primera vez después de que ella le dijo que estaba preocupada por su cambio de nombre y que no quería ir de gira. Su abuso aumentó después de volverse adicto a la cocaína. Más tarde, a Ike le diagnosticaron trastorno bipolar. Más tarde, Ike escribió en su autobiografía Takin' Back My Name (1999): «Claro, abofeteé a Tina. Tuvimos peleas y hubo ocasiones en que la aventé al suelo sin pensar. Pero nunca la golpeé». Ike también afirmó, en más de una ocasión, que él y Tina ni siquiera estaban legalmente casados. También dijo que el nombre de nacimiento de Tina es Martha Nell Bullock (no Anna Mae Bullock). Tina firmó con el nombre Martha Nell Turner en un contrato de 1977. Antes de un concierto en Los Ángeles en 1968, Tina trató de suicidarse ingiriendo pastillas de Valium. A principios de julio de 1976 dejó a Ike después de que se pelearan camino a un hotel. Ese mismo mes, Tina solicitó el divorcio. En el decreto final de divorcio, Tina se responsabilizó de las fechas perdidas de los conciertos, así como de un derecho de retención del IRS. Conservó los derechos de autor de las canciones que había escrito. También pudo quedarse con dos autos Jaguar, pieles y joyas y su nombre artístico.

### Religión
A lo largo de su infancia y la edad adulta, Tina Turner era bautista. Fue introducida al budismo Nichiren por una amiga de ella y de Ike en 1972. Escribió en su autobiografía que utilizó por primera vez los cantos budistas (principalmente Nam Myoho Renge Kyo) antes de realizar una sesión de grabación en el estudio Sound Bolic junto a Ike.
El resultado llevó a Ike a regalarle unas maravillosas compras de miles de dólares (en lugar de reprenderla o golpearla por supuestas notas incorrectas). Dos años más tarde, se convirtió al budismo de Nichiren y posteriormente se confirmó a la religión para conseguir cosas buenas a través de ella en los momentos difíciles. Tina se considera una «budista-bautista», y afirmó que aún reza en el sentido tradicional budista al mismo tiempo meditando y cantando.

### Residencias, ciudadanía y patrimonio
Turner comenzó a vivir en Château Algonquin en Küsnacht, a orillas del lago de Zúrich, en 1994. Anteriormente poseía propiedades en Colonia, Londres y Los Ángeles, y una villa en la Riviera francesa llamada Anna Fleur.
En 2013, Turner solicitó la ciudadanía suiza y afirmó que renunciaría a su ciudadanía estadounidense. Las razones expuestas para la renuncia fueron que ya no tenía vínculos fuertes con los Estados Unidos y "no tenía planes de residir" allí en el futuro.En abril, realizó un examen de nacionalización obligatorio que incluía conocimientos avanzados de alemán (idioma oficial del cantón de Zúrich) y de historia suiza. El 22 de abril de 2013 adquirió la ciudadanía suiza y obtuvo un pasaporte suizo. Turner firmó la documentación para renunciar a su ciudadanía estadounidense en la embajada de Estados Unidos en Berna el 24 de octubre de 2013.
La revista suiza de negocios Bilanz estimó que la riqueza de Turner ascendería a unos 250 millones de dólares estadounidenses en 2022.

## Enfermedad y muerte

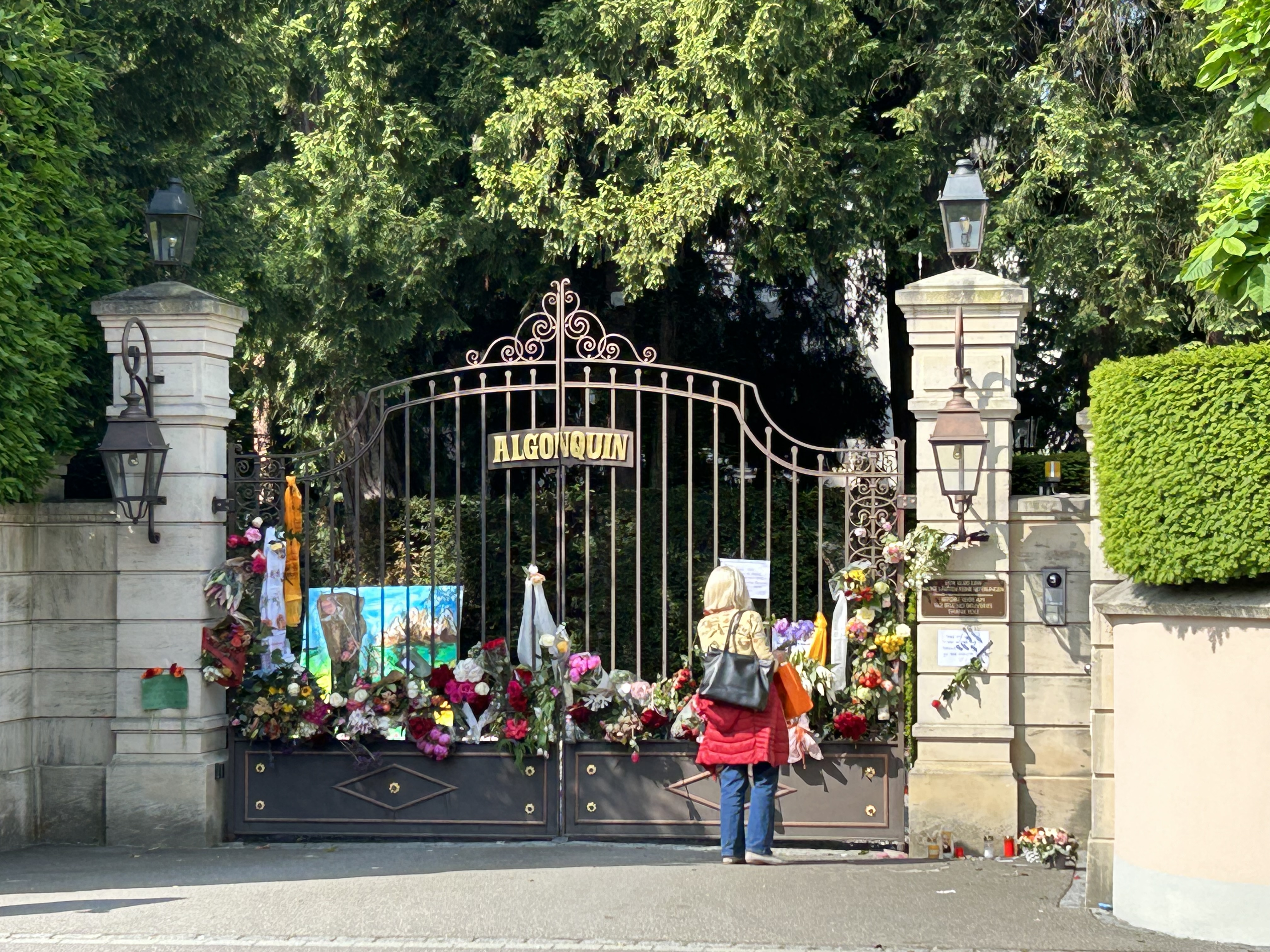
Casa de Tina Turner en Villa Algonquin, 26 de mayo de 2023.

En 2018, Turner reveló en su libro de memorias My Love Story que había sufrido múltiples enfermedades potencialmente mortales. En 2013, tres semanas después de su boda con Erwin Bach, sufrió un accidente cerebrovascular y tuvo que aprender a caminar de nuevo. En 2016, le diagnosticaron cáncer intestinal. También sufría de presión arterial alta, lo que resultó en daño a sus riñones y eventual insuficiencia renal. Sus posibilidades de recibir un riñón eran bajas y se le instó a comenzar diálisis. Consideró la eutanasia y se inscribió para ser miembro de la organización internacional Exit, misma que aboga por la legalización de la eutanasia voluntaria y el suicidio asistido. Pero Bach se ofreció a donarle un riñón para su trasplante. Turner se sometió a una cirugía de trasplante de riñón el 7 de abril de 2017.
El 24 de mayo de 2023, Turner falleció en su casa ubicada en Küsnacht, Suiza, a los 83 años de edad, después de sufrir enfermedades durante varios años, y su cuerpo fue incinerado.

## Discografía
- 1974: Tina Turns the Country On!
- 1975: Acid Queen
- 1978: Rough
- 1979: Love Explosion
- 1984: Private Dancer
- 1986: Break Every Rule
- 1989: Foreign Affair
- 1996: Wildest Dreams
- 1999: Twenty Four Seven

## Giras musicales
- 1978-1979: Wild Lady of Rock Tour
- 1982-1984: Nice 'n' Rough Tour
- 1985: Private Dancer Tour
- 1987-1988: Break Every Rule Tour
- 1990: Foreign Affair Tour
- 1993: What's Love? Tour
- 1996-1997: Wildest Dreams Tour
- 2000: Twenty Four Seven Tour
- 2008-2009: Tina!: 50th Anniversary Tour

## Filmografía
| Cine       | Cine                                      | Cine                           | Cine                                                      |
| Año        | Película                                  | Papel                          | Notas                                                     |
| ---------- | ----------------------------------------- | ------------------------------ | --------------------------------------------------------- |
| 1970       | Gimme Shelter                             | Ella misma                     | Documental                                                |
| 1971       | Taking Off                                | Ella misma                     |                                                           |
| 1975       | Tommy                                     | La Reina Ácida                 |                                                           |
| 1976       | All This and World War II                 | Ella misma                     | Documental                                                |
| 1979       | John Denver and the Ladies                | Ella misma                     |                                                           |
| 1985       | Mad Max: más allá de la cúpula del trueno | Auntie Entity                  | Ganó el premio Image por mejor actriz de cine             |
| 1993       | What's Love Got to Do with It             | Ella misma                     | Doblando en las canciones a Angela Bassett                |
| 1993       | El último gran héroe                      | La alcaldesa                   |                                                           |
| Televisión |                                           |                                |                                                           |
| Año        | Título                                    | Papel                          | Notas                                                     |
| 1966       | The Big T.N.T. Show                       | Ella misma                     | Documental                                                |
| 1970       | It's Your Thing                           | Ella misma y su madre adoptiva | Documental                                                |
| 1971       | Soul to Soul                              | Ella misma                     | Documental                                                |
| 2000       | Ally McBeal                               | Ella misma                     | Aparición especial Episodio titulado «The Oddball Parade» |
| 2021       | Tina                                      | Ella misma                     | Documental                                                |

## Premios y reconocimientos
| Año  | Título                                       | Categoría                                     | Género               |
| ---- | -------------------------------------------- | --------------------------------------------- | -------------------- |
| 1971 | Proud Mary                                   | Mejor actuación vocal dúo o grupo             | R&B                  |
| 1984 | Better Be Good to Me                         | Mejor actuación vocal femenina                | Rock                 |
| 1984 | What's Love Got to Do with It                | Mejor actuación vocal femenina                | Rock, R&B, pop, soul |
| 1984 | What's Love Got to Do with It                | Grabación del año                             | Rock, R&B, pop, soul |
| 1985 | One of the Living                            | Mejor actuación vocal femenina                | Rock                 |
| 1986 | Back Where You Started                       | Mejor actuación vocal femenina                | Rock                 |
| 1986 | Meridiano de Oro (Venezuela)                 | Canción para Película Internacional (Mad Max) | Rock                 |
| 1988 | Tina Live in Europe                          | Mejor álbum vocal femenino                    | Rock                 |
| 2008 | River: The Joni Letters (con Herbie Hancock) | Disco del año                                 | Jazz                 |

### Otros reconocimientos

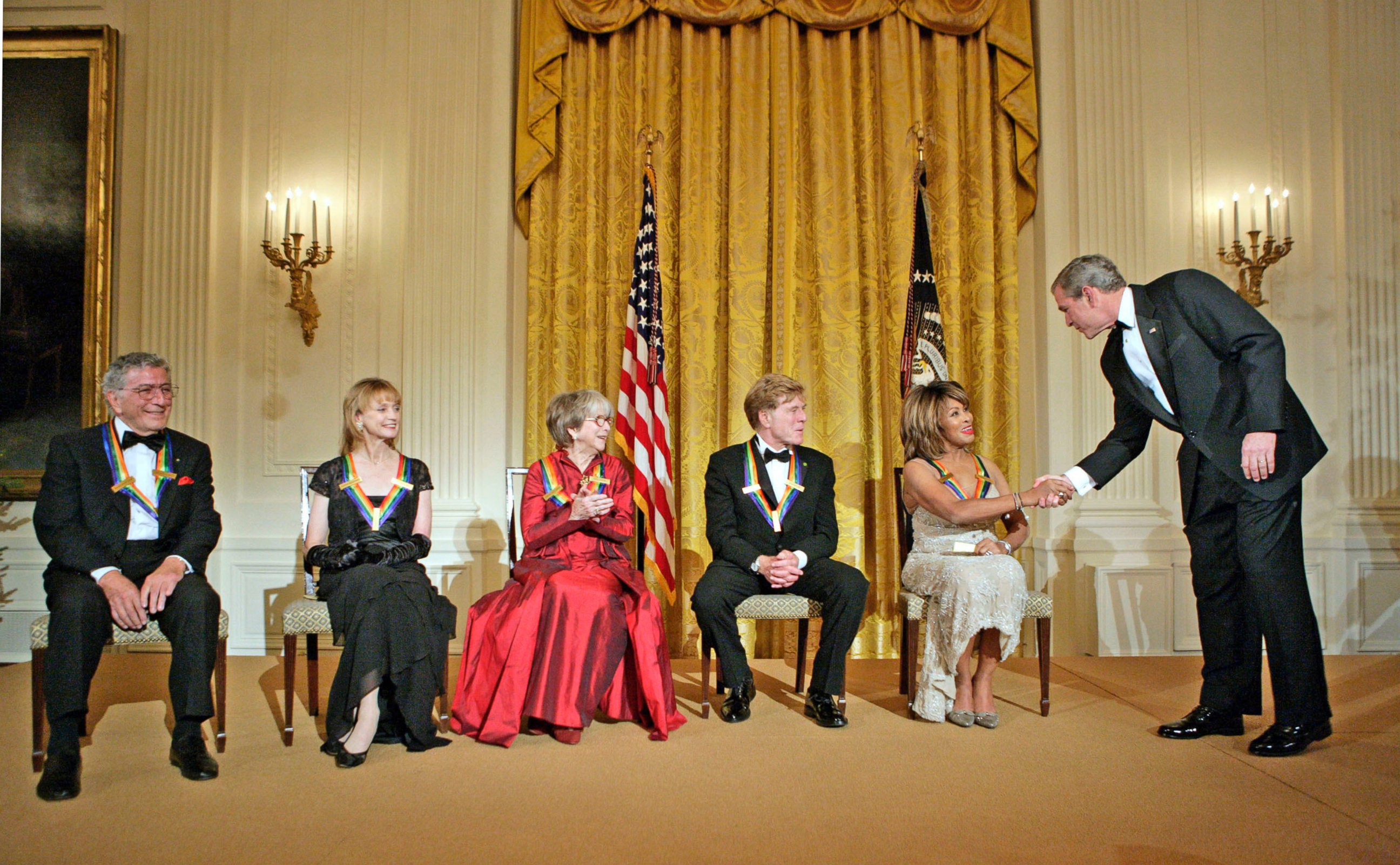
Tina Turner recibiendo una mención de honor en 2005 del presidente George W. Bush junto a otros grandes artistas, entre ellos Tony Bennett y Robert Redford.

- 1984: What's Love Got to Do with It (canción del año), premio entregado a los escritores de la grabación
- 2005: Kennedy Center Honors
- 2008: River: The Joni Letters (disco del año)

### Nominaciones de Tina Turner a los Grammy
- 1961: It's Gonna Work Out Fine (mejor grabación de rock & roll)
- 1969: The Hunter (mejor interpretación vocal femenina), R&B
- 1974: Tina Turns The Country On! (mejor interpretación vocal femenina), R&B
- 1974: The Gospel According to Ike & Tina (mejor actuación góspel del alma)
- 1984: Let's Stay Together (mejor actuación vocal femenina), R&B
- 1984: Private Dancer (disco del año)
- 1985: We Don't Need Another Hero (mejor actuación vocal femenina), pop
- 1985: It's Only Love (mejor actuación vocal dúo o grupo), rock
- 1986: Typical Male (mejor actuación vocal femenina), pop
- 1987: Better Be Good to Me (mejor interpretación), rock
- 1989: The Best (mejor actuación vocal femenina), rock
- 1990: Steamy Windows (mejor actuación vocal femenina), rock
- 1991: The Bitch is Back (mejor actuación vocal femenina), rock
- 1993: I Don't Wanna Fight (mejor actuación vocal femenina), pop
- 1993: I Don't Wanna Fight (mejor canción para película o televisión)
- 1997: Live in Amsterdam: Wildest Dreams Tour (mejor video musical en largometraje)